# 徐𤊹
徐𤊹（1563年—1639年），字惟起，更字兴公，闽县（今福建福州）人。
徐𤊹中秀才后，即摒弃科举，终於布衣，聚書萬卷。早年与赵世显、邓原岳、谢肇淛、王宇、陳價夫、陳藻等结社芝山。万历年间与曹學佺主持闽中词盟，后来称为兴公诗派。他富有藏书，积書至五万三千卷，仿郑氏《艺文略》、马氏《经籍考》之例，撰成《红雨楼家藏书目》四卷。又有《汗竹斋藏书目》。徐氏更允許訪客前来藏書樓阅览，還为阅书者提供茶水服務。万历二十年（1592年）北上吴江。万历二十三年（1595年）和万历二十九年（1601年）两次漫游吴越。万历三十五年（1607年）南游广东。崇祯十二年（1639年）又漫游至常熟。與冯梦龙、钱谦益交友。晚年因从子不肖，家道中落，穷困潦倒。崇祯十二年十月十三日去世。著有《鳌峰集》、《紅雨樓集》、《笔精》八卷、《榕陰新檢》十六卷等，另有《竹窗雜錄》，已佚。
父徐㭿，兄徐熥。子徐延寿。